# Маслов, Алексей Матвеевич
Алексе́й Матве́евич Ма́слов (1879—1954) — профессиональный революционер, государственный и хозяйственный деятель СССР. Организатор высшего технического образования в СССР. Ректор Харьковского технологического института (1922–1928).
Директор Московского химико-технологического института им. Д. И. Менделеева (1936–1937).

## Биография
Родился в 13 марта 1879 года в Юроле Пинежского уезда Архангельской губернии.
Состоял студентом Томского технологического института. Исключён за участие в революционном движении (1904–1905). В 1911 году окончил Томский технологический институт по химико-металлургическому факультету. 
Член Томского подпольного комитета РСДРП, Сибирского союзного комитета РСДРП. Подпольные имена  – Александр, Александр Кр., Красноярский. Председатель Красноярского комитета РСДРП и секретарь Сибирского союзного комитета (1906). Руководил партийной работой в Томске, Иркутске, Нижнеудинске, Барнауле и Красноярске. С 1919 —– на Урале. С 1922 по 1936 —– на руководящей хозяйственной работе на Украине. Ректор Харьковского технологического института (1922–1928), одновременно —– член правления Укргосстраха (1922–1923), член президиума Укрдоброхим (1924), заместитель председателя ВСНХ Украины (1925). Член президиума (1927), начальник Научно-технического управления ВСНХ УССР (1926–1928). Участник теплотехнического съезда в Москве (1926), Всесоюзного съезда инженерно-технической секции профсоюзов (Москва, 1927), Всесоюзного съезда инженерно-технической секции Всесоюзного союза рабочих–металлистов (Москва, 1928). Член правления Украинского научно-технического общества (1929). Председатель Украинского совета научных инженерно-технических обществ. Ответственный редактор журналов «Энергетика», «Научно-технического вестника» (1936). Директор Московского химико-технологического института   им. Д. И. Менделеева (1936–1937). 
В 1938 году ответственный работник ВСЕХИМПРОМа НКТП.
С 1939 работал в Наркомате химической промышленности.
Умер в 1954 году. Похоронен на Новодевичьем кладбище. 